# Вермдьо
Вермдьо е шведски остров, разположен в най-вътрешните части на Стокхолмския архипелаг. Със своите 181 km2 това е и най-големият остров от архипелага. Вермдьо е и третият по големина шведски остров в Балтийско море след Готланд и Йоланд, както и петия по големина остров, шведско владение. Вермдьо е разположен в рамките на лен Стокхолм. Административно острова е разделен в две общини – по-голямата му част е заета от едноименната община Вермдьо, но западната част на острова се разполага в община Нака. Остров Вермдьо е свързан с основната земя посредством голям мост, поздволяващ относително лесна достъпност.

## География
Остров Вермдьо се разполага във вътрешните части на Стокхолмския архипелаг, много близо до град Стокхолм. Това е един от островите на Балтийско море, но е свързан с основната земя посредством автомобилен мост.
Остров Вермдьо е разделен на три откроими дяла, отделени един от друг посредством водни канали и заливи. Основният дял се означава като Вермдьоландет (на шведски: Värmdölandet) и е разположен в най-източната и северна част на острова. Средния дял се нарича Фарщаландет (на шведски: Farstalandet), а най-малкия дял е разположен на запад и се нарича Урминйеландет (на шведски: Ormingelandet).